# Un, dos, tres... ensaïmades i res més
Un, dos, tres... ensaïmades i res més és una pel·lícula mallorquina d'en Joan Solivellas estrenada el 1985.

## Argument
Don Miquel, propietari d'un hotel de Palma, està amenaçat de desnonament i espera pagar tots els seus deutes amb una egua propietat de la seva estimada la vídua Lecrec, sempre que aquesta guanyi la pròxima carrera que se celebrarà del Grand Prix, però l'egua desapareix. A banda d'això Don Miquel té molts problemes aquell mateix cap de setmana, ja que el congrés que s'havia de celebrar al seu hotel s'anul·la per una vaga de controladors aeris. D'altra banda la seva neboda, la Charito arriba d'Amèrica de forma inesperada i jugarà un paper molt important als esdeveniments que es van produint.
La pel·lícula és una barreja de surrealisme, d'humor i de picades d'ullet. Darrere una aparença indolent s'etziba alguna veritat plena de sentit comú.